# Monochaetum alpestre
Monochaetum alpestre är en tvåhjärtbladig växtart som beskrevs av Charles Victor Naudin. Monochaetum alpestre ingår i släktet Monochaetum och familjen Melastomataceae. Inga underarter finns listade i Catalogue of Life.